# Портрет Даниила Васильевича Шуханова
«Портрет Даниила Васильевича Шуханова» — картина Джорджа Доу и его мастерской из Военной галереи Зимнего дворца.
Картина представляет собой погрудный портрет генерал-майора Даниила Васильевича Шуханова из состава Военной галереи Зимнего дворца.
К началу Отечественной войны 1812 года полковник Шуханов командовал Ольвиопольским гусарским полком, состоял в Дунайской (3-й Западной) армии адмирала П. В. Чичагова. Во время Заграничного похода 1813 года сражался в Польше, Силезии и Саксонии, отличился в сражениях при Бауцене и Дрездене, в сентябре произведён в генерал-майоры.
Изображён в генеральском доломане Ольвиопольского гусарского полка, введённом в 1813 году, на плечо наброшен ментик, из-под которого видна лядуночная перевязь. На шее кресты орденов Св. Владимира 3-й степени, Св. Анны 2-й степени и прусского Красного орла 2-й степени; справа на груди золотой крест «За взятие Очакова» (изображён ошибочно вместо креста «За взятие Измаила»), серебряная медаль «В память Отечественной войны 1812 года» на Андреевской ленте и бронзовая дворянская медаль «В память Отечественной войны 1812 года» на Владимирской ленте (также изображена ошибочно: поскольку Шуханов скончался в конце ноября 1814 года, он её получить не успел). Слева на фоне над плечом, возле воротника ментика подпись художника и дата: G. Dawe RA pinxt 1825.. Подпись на раме: Д. В. Шухановъ, Генералъ Маiоръ. Среди наград пропущен нагрудный крест ордена Св. Георгия 4-го класса, которым Шуханов был награждён 18 октября 1787 года
7 августа 1820 года Комитетом Главного штаба по аттестации Шуханов был включён в список «генералов, заслуживающих быть написанными в галерею» и 25 июля 1822 года император Александр I приказал написать его портрет.
Поскольку Шуханов скончался в 1814 году, то были предприняты розыски его портрета для копирования; в частности, в газете «Русский инвалид» несколько раз было напечатано обращение к родственникам Шуханова с просьбой о предоставлении портрета. Это объявление сыграло свою роль в розысках: на него откликнулись дочери Шуханова, которые писали в Инспекторский департамент Военного министерства, что портрет покойного генерала находится в залоге в Воронеже у капитанши Чумичёвой, которая согласилась выдать портрет только после погашения ей долга Шухановых в размере 325 рублей — в 1825 году обязательства по этому долгу «в уважение заслуг покойного генерала Шуханова» принял на себя император Александр I. Однако из-за его скоропостижной смерти и последующего восстания декабристов процедура уплаты денег затянулась на год — лишь 13 сентября 1826 года деньги были отправлены в Воронеж. 19 ноября 1826 года, после закрытия долга, Воронежским вице-губернатором И. И. Рубашевским портрет Шуханова был получен и отправлен в Инспекторский департамент. По миновании надобности в портрете он, согласно повелению императора Николая I, был возвращён дочерям Шуханова. Современное местонахождение портрета-прототипа неизвестно.
Все эти события не согласуются с авторской датой на холсте (1825 год) и с датами выплаты гонорара Доу: аванс ему был выплачен 10 августа 1825 года и оставшуюся часть гонорара он получил 19 мая 1826 года — до того, как были выделены деньги на выкуп портрета из залога. Кроме того известно, что главный хранитель Эрмитажа действительный статский советник Ф. И. Лабенский получил готовый портрет от Доу 15 июня 1826 года — также задолго до получения из Воронежа портрета-прототипа для копирования. Объяснения этим противоречиям не найдено.